# Dragon Zakura
Dragon Zakura (ドラゴン桜?) è un manga scritto e disegnato da Norifusa Mita, pubblicato a partire dal 2003. È stato adattato in una versione live action come dorama stagionale estivo in 11 puntate di TBS mandato in onda nel 2005. Segue la scia delle fortunate serie Great Teacher Onizuka e Gokusen; mentre nel 2010 ne è stata fatta una versione coreana dal titolo Gongbu-ui sin.

## Trama
Kenji è un avvocato in bolletta ed ex membro di una banda di motociclisti alla ricerca di una nuova opportunità d'impiego per ridare respiro alla sua carriera in stagnazione.
Finalmente giunge la sua occasione quando viene a sapere che la "famigerata" Ryuuzan high school si trova quasi in bancarotta: questo liceo è universalmente noto come Baka Gakkou-la scuola degli stupidi.
Kenji si fa immediatamente assumere e qui imposta una classe davvero speciale: la sua mira e desiderio è quello di preparare i 5 migliori studenti disponibili per riuscire a fargli superare gli esami d'ammissione alla più prestigiosa università di Tokyo. Riuscirà nel suo intento?

## Cast

### Corpo docente
- Hiroshi Abe (attore) - Kenji Sakuragi, avvocato e docente della "classe speciale".
- Kyōko Hasegawa - Mamako Ino, insegnante d'inglese, si prende cura del corso di storia della classe speciale.
- Yoko Nogiwa - Yuriko Tatsuno, direttrice della scuola e moglie del vecchio preside.
- Yosuke Saito - Tokihisa Kondō, vice preside.
- David Itō - Masanao Ochiai, insegnante.
- Tōru Shinagawa - Tetsunosuke Yanagi, insegnante di matematica della classe speciale.
- Minori Terada - Ryūzaburō Akutayama, insegnante di giapponese per la classe speciale
- Susumu Kobayashi - Shutaro Ain, insegnante di scienze per la classe speciale
- Akio Kaneda - Hiroshi Kawaguchi, insegnante di inglese per òla classe speciale.
- Shin Yazawa - Nozomi Yamamoto, amico di Ino e insegnante alla Shūmeikan High School.

### Studenti della "Classe speciale"
- Tomohisa Yamashita - Yūsuke Yajima
- Masami Nagasawa - Naomi Mizuno
- Teppei Koike - Hideki Ogata
- Yui Aragaki - Yoshino Kōsaka
- Akiyoshi Nakao - Ichirō Okuno
- Saeko Dokyu - Maki Kobayashi

### Familiari degli studenti della "classe speciale"
- Mako Ishino - Setsuko Yajima, madre di Yūsuke
- Jun Miho - Yūko Mizuno, madre di Naomi
- Kei Sunaga - Kōsei Ogata, padre di Hideki
- Tomoko Aihara - Mariko Ogata, madre di Hideki
- Yōko Kurita - Megumi Kōsaka, madre di Yoshino
- Kazuko Katō - Miyako Okuno, madre di Ichirō
- Momosuke Mizutani - Jirō Okuno, fratello di Ichirō e studente della Shumeikan.
- Nobue Iketani - Mitsue Kobayashi, madre di Maki

### Altri
- Akari Hori - Asumi Toda, lavora come idol e innamorata di Maki, gli invia mail a ripetizione dal luogo di lavoro.
- Ayano Gunji - Saori Abe, amico di Naomi
- Hiroki Murakami - Yoshio Tanaka, studente d'università, uno dei ragazzi con cui sta uscendo Nozomi.
- Mitsuru Karahashi - Yasushi Sawamatsu, altro ragazzo con cui sta uscendo Nozomi.

## Episodi
1. Fools and ugly girls, head for Tokyo University!
2. Know your own weaknesses!
3. Play! Taking an exam is like a sport!
4. Don't stop until you hit the wall
5. Don't cry! It's your life!
6. English Showdown! Fight for Six Fools
7. Vengeance! The Tokyo University Mock Exam!
8. Tears of Fools... Extracurricular activities for summer vacation
9. Believe! Your results will surely improve
10. Friendship or the exam? Final decision
11. You're not fools anymore! The fateful announcement of the results